# Olesin (powiat puławski)
Olesin – wieś sołecka w Polsce położona w województwie lubelskim, w powiecie puławskim, w gminie Kurów. Leży na zachód od Kurowa, nad rzeką Kurówką.
W latach 1975–1998 miejscowość należała administracyjnie do województwa lubelskiego.
Wieś stanowi sołectwo gminy Kurów. Według Narodowego Spisu Powszechnego z roku 2011 wieś liczyła 326 mieszkańców.
Wierni Kościoła rzymskokatolickiego należą do parafii Narodzenia Najświętszej Maryi Panny i św. Michała Archanioła w Kurowie.

## Historia
Olesin został założony w II połowie XVIII wieku przez Ignacego Potockiego i jego brata Stanisława Kostkę Potockiego jako kompleks pałacowo-parkowy. W 2006 roku miejscowość została włączona do aglomeracji kurowskiej i jest wytypowana do włączenia do Kurowa jako dzielnica, gdyby tamten odzyskał prawa miejskie.

## Zabytki
- Zespół pałacowo-parkowy z 1762 roku, w tym pałac (1762-1793)
- Figurka w parku (1845)
- Drogomistrzówka murowana (1912)
- Cmentarz wojenny w Kurowie